# Diary of Dreams

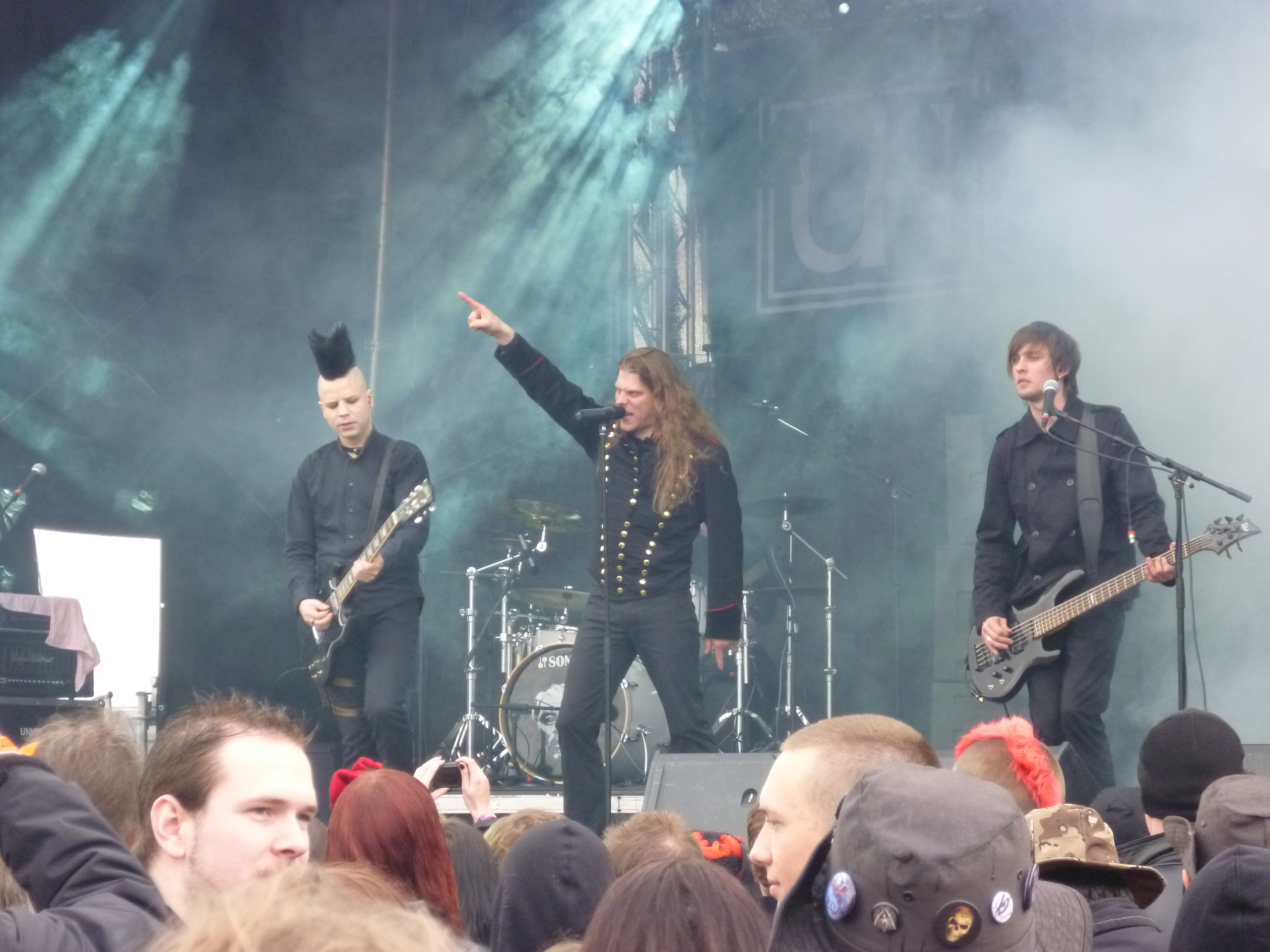
Diary of Dreams 2010

Diary of Dreams är en tysk musikgrupp som spelar i huudsak så kallad darkwave. Musikgruppen bildades 1989. Sångaren heter Adrian Hates.